# 飞秒
飞秒（英語：femtosecond）是一種時間的國際單位，为10-15秒（1秒鐘的1⁄1 000 000 000 000 000）、1000阿秒或0.001皮秒（1皮秒是10-12秒）。在一飞秒中光可以在真空内传播0.3微米，可见光的振荡週期为1.30到2.57飞秒。